# Meloboris curticauda
Meloboris curticauda là một loài tò vò trong họ Ichneumonidae.